# Hélène Brasseur
Hélène Brasseur (4 januari 2002) is een Belgisch hockeyspeelster.

## Levensloop
Brasseur is afkomstig uit Sint-Martens-Latem en studeert bio-ingenieurswetenschappen aan de Universiteit Gent.
Haar jeugdjaren speelde de middenveldster bij THC Indiana uit De Pinte, nadien volgde een jaar bij KHC Brugge. Sinds 2017 speelt ze bij La Gantoise, waarmee ze in 2021 en 2022 landskampioen werd.
In september 2020 werd Brasseur een eerste maal opgeroepen voor de Belgische hockeyploeg. In deze hoedanigheid nam ze deel aan de Hockey Pro League van 2019-'20, 2021-'22 en 2022-'23. Ook maakte ze deel uit van de nationale equipe die brons won op het Europees kampioenschap van 2021 te Amstelveen.
In 2022 werd ze uitgeroepen tot 'rising star' op het gala van de Gouden Stick.